# Kościół św. Franciszka z Asyżu w Jutrzynie
Kościół św. Franciszka z Asyżu – świątynia rzymskokatolicka, siedziba parafii św. Franciszka z Asyżu w Jutrzynie zbudowany w stylu wczesnogotyckim z wyposażeniem barokowym. Od 2008 świątynia znajduje się w wielu przewodnikach m.in. ,,Śladami dzieł Felixa Antona Schefflera". Jest zabytkiem o dużych walorach architektonicznych i artystycznych, stanowi ważny element lokalnego krajobrazu kulturowego i ma istotne znaczenie dla dziedzictwa regionu. Od 2 października 2016 roku kościół stanowi jednocześnie Diecezjalne Sanktuarium św. Franciszka z Asyżu.

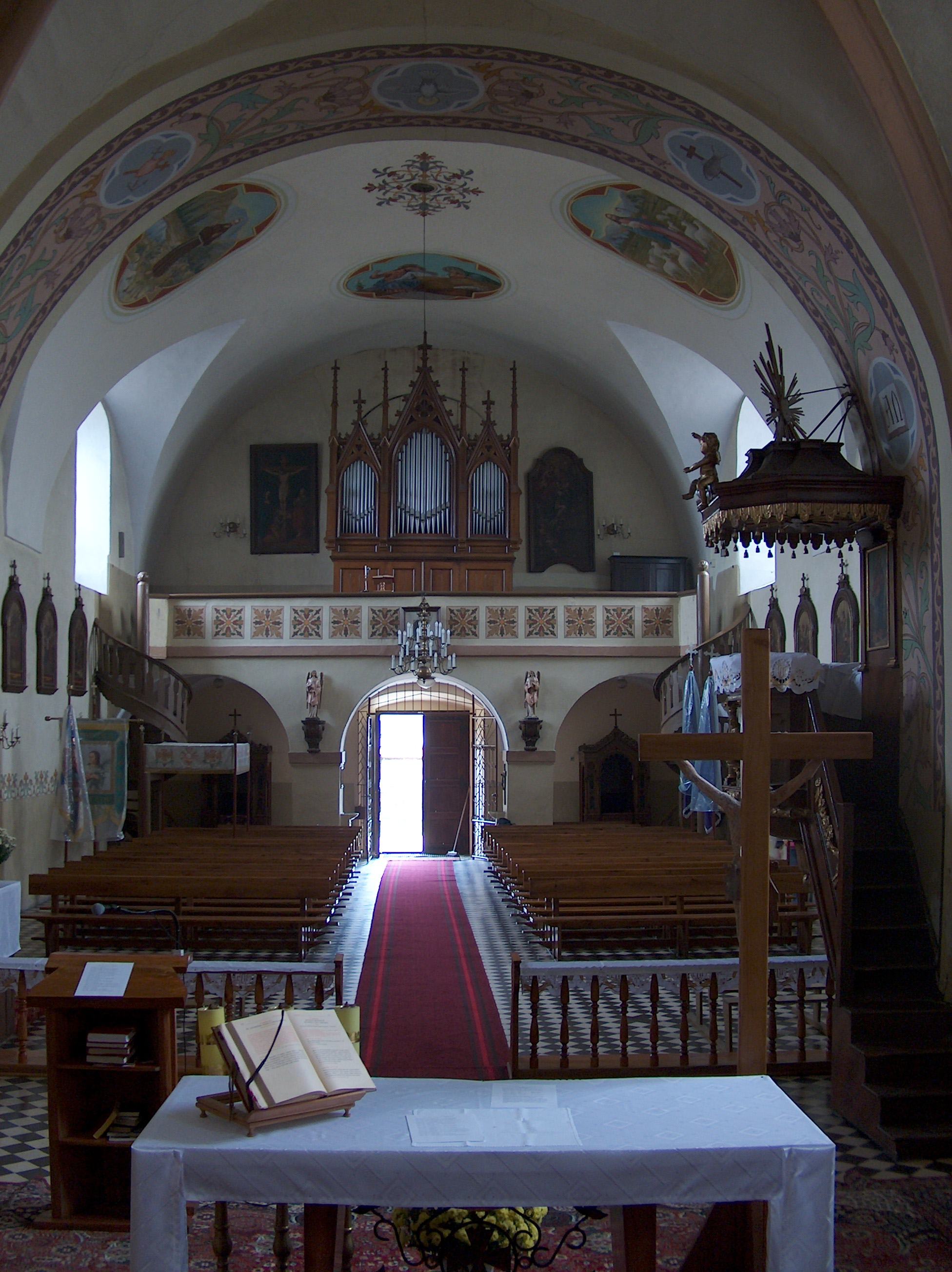
Widok nawy głównej przed remontem

## Historia
Został wzniesiony w 4 ćwierci XIII wieku, prawdopodobnie około 1273 roku. Pierwsze dokumenty dotyczące kościoła pochodzą z 1335. Znacznie rozbudowany w wieku XVIII, kiedy to zburzono pierwotne prezbiterium położone po stronie wschodniej i w jego miejscu wzniesiono nawę główną. Zarówno kościół, jak i cała wieś do sekularyzacji zakonów należały na początku do templariuszy, a po kasacji tego zgromadzenia do joannitów. Restaurowany ok. 1800 roku.
W trakcie II wojny światowej, w 1945 roku została poważnie uszkodzona gotycka wieża kościelna z zegarem wskutek radzieckiego ostrzału artyleryjskiego. Zmarli w trakcie ataku żołnierze radzieccy zostali pochowani przed główną bramą, a po wojnie zostali ekshumowani na Cmentarz Żołnierzy Armii Radzieckiej w Wiązowie.

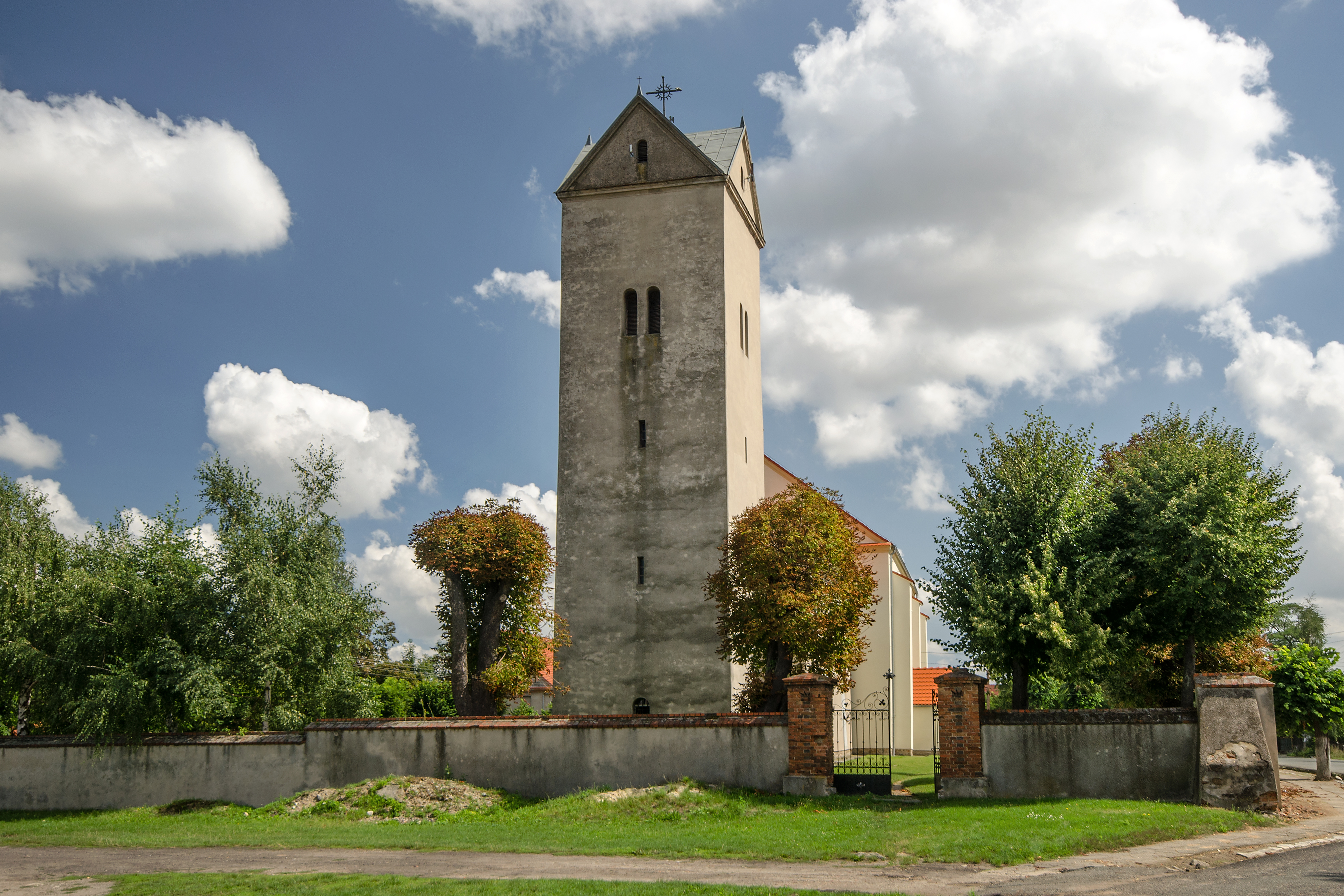
Kościół p.w. św. Franciszka z Asyżu w Jutrzynie, widok od strony zachodniej

W 1958 w obrębie murów kościelnych wzniesiono dzwonnicę z trzema dzwonami: Marią, Stanisławem i Franciszkiem.
Na podstawie dekretu Metropolity Wrocławskiego Józefa Kupnego z 10 czerwca 2016 w kościele erygowano od dnia 2 października 2016 roku Diecezjalne Sanktuarium św. Franciszka z Asyżu.

## Wygląd
Obecnie jest to obiekt jednonawowy, sklepiony kolebką z lunetami z dwuprzęsłowym prezbiterium przykrytym sklepieniem krzyżowo-żebrowym typowym dla gotyku. Świątynia ta jest zaliczana do grupy budowli jednonawowych wczesnogotyckich Śląska. We wnętrzu znajduje się zespół dzieł sztuki prezentujący cechy charakterystyczne dla śląskiego baroku.

### Ołtarz Główny
Ma formę jednokondygnacyjnej, trzyosiowej nawy architektonicznej. W centralnej części marmoryzowanej, prostopadłościennej mensy znajduje się antepedium, dekorowane złoconą wicią suchego akantu o okrągłą plakietą z monogramem ,,IHS".
Nastawa wsparta jest na wysokim, dwukrotnie złamanym cokole, w którego bokach znajdują się arkadowe bramki, zwieńczone figurami świętych. Nad bramkami znajdują się rzeźby: św. Józefa  z Dzieciątkiem i św. Jana Nepomucena., w centralnej części nastawy - św. Piotra i Pawła. Na gzymsie koronującym, na osiach wyznaczonych przez zewnętrzne kolumny, siedzą postacie nagich puttów. W centralnym polu zwieńczenia znajduje się obraz z półpostacią św. Alfonsa Gonzagi trzymającego krucyfiks. Przed każdą z wewnętrznej pary wolut ustawiono postacie: Od lewej św. Elżbieta z Turyngii i św. Jadwiga z modelem kościoła. Ołtarz pokrywa mocno stylizowana turkusowo-zielona marmoryzacja ze złotym żyłkowaniem: trzony kolumn i pilastrów marmoryzowane są bardziej naturalistyczne w kolorze jasnoróżowym z elementami brązu. Wszystkie figury w ołtarzu są jednolicie złocone, jedynie atrybut trzymany przez św. Jadwigę jest srebrny.

#### Obraz z ołtarza głównego
Jego autorem jest słynny malarz śląskiego baroku Felix Anton Scheffler. Obraz przedstawia Wniebowzięcie i koronację Matki Boskiej przez Trójcę Świętą. W centrum kompozycji widoczna jest unosząca się na obłoku postać Madonny w białej szerokiej sukni i spodniej szacie w kolorze czerwonym z długimi rękawami. Jej ramiona okrywa niebieski długi płaszcz, który oburącz podtrzymuje świetlista aureola o delikatnie zarysowanych promieniach przy piersi. Jej prawa stopa oparta jest na sierpie księżyca. Ponad Madonną znajduje się grupa Trójcy Św. Po prawej stronie zasiada Chrystus z widoczną na obnażonej piersi raną od włóczni. W rękach, na których widoczne są wyraźne stygmaty, trzyma gwiaździstą koronę, którą nakłada na skronie Maryi.Po lewej stronie widoczny jest Bóg ojciec wyobrażony jako sędziwy starzec siedzący na ziemskim globie. Prawą dłonią chwyta promień wychodzący z Ducha Św. przedstawionego jako gołębica.
U stóp Madonny w prawym dolnym rogu obrazu znajduje się św. Franciszek ze wzrokiem skierowanym ku górze i wzniesionymi rękami. Ubrany jest w prosty brązowy habit z kapturem charakterystycznym dla jego zgromadzenia. Przepasany jest sznurem, przez który przewieszony jest różaniec. Na dłoniach widnieją stygmaty, przez rozcięcie na prawej piersi widoczna jest rana. U jego stóp leży jego atrybut - czaszka.
Całej scenie asystuje osiem puttów. Jedno z nich trzyma brewiarz o czerwonych kartach i krucyfiks. Inne, okryte wrzosową materią, znajdują się dookoła Madonny pełniąc różne role.
Scena zapewne rozgrywa się na schodach świątyni, o czym świadczy dużych rozmiarów kolumna, stojąca na wysokim cokole za postacią św. Franciszka.

#### Obraz górny
W centralnym polu widoczny jest odziany w komżę św. Alojzy Gonzaga trzymający krucyfiks. Na postumencie obok leży czaszka. Są to dwa z jego atrybutów.

### Ambona
Stanowi harmonijną całość z pozostałymi elementami wystroju świątyni. Konstrukcja, kolorystyka i ornamentyka kazalnicy pozwalają ją zaliczyć ją do nurtu późnego baroku. Repertuar ornamentalny składa się z m.in. suchego akantu i lambrekina. Ikonografia odwołuje się do postaci ewangelistów. Umieszczenie postaci gołębicy w glorii chwały promienistej ponad głową stojącej tam osoby symbolizuje łaskę Ducha Św. Ponadto widoczne są Tablice Dekalogu. Obecne są liczne złocenia i posrebrzania.

### Boczny ołtarz prawy
Znajduje się w północnej części nawy głównej. Pochodzi prawdopodobnie z końca XVII wieku, na co wskazuje inskrypcja wykonana czarną farbą na deskach stanowiących tył ołtarza ,,Ad Honorem Jesu Mariae et Josephi hoc Alter ex Structum est. A: 1696 D: 21. Apr". Dzięki tej informacji można stwierdzić, iż ołtarz pierwotnie był poświęcony Świętej Rodzinie. W niszy umieszczona jest Pietà z 1829 roku.
Powyżej znajduje się olejny obraz przedstawiający ukrzyżowanego Zbawiciela. W tle widoczny jest obraz miejski zdradzający elementy charakterystyczne dla terenu Śląska. Na szczycie znajduje się figurka Zbawiciela z atrybutem w prawej dłoni.

### Boczny ołtarz lewy
Jego płaszczyznę tworzą wyodrębnione płaskie zwoje małych obłoków. Środkowe pole ma kształt pionowego prostokąta zamkniętego górą półkoliście. Stanowi to tło dla pełnej rzeźby Matki Boskiej Niepokalanej stojącej na kuli ziemskiej. Nad jej ramą jest korona w wiciowym obramieniu. Na obwodzie zostały rozmieszczone małe figurki uskrzydlonych puttów oraz główki. Dwa górne aniołki trzymają atrybuty Maryi: berło i różdżkę. W zwieńczeniu znajduje się gloria z długich promieni.

### Droga krzyżowa
Wyrób lokalnych warsztatów w stylu klasycystycznym datowany na koniec XVIII wieku.
Niegdyś w kościele umieszczone były cztery ołtarze, co widoczne jest na przedwojennych zdjęciach.

## Relikwie
W świątyni z racji statusu sanktuarium znajduje się wiele relikwii:
- Relikwia I stopnia św. Franciszka z Asyżu

- relikwia II stopnia św. Maksymiliana Marii Kolbego tj. włos z brody
- relikwia I stopnia św. Jadwigi Śląskiej
- relikwia I stopnia bł. braci Michała Tomaszka i Zbigniewa Strzałkowskiego